# Сільське господарство Туреччини
Сільське господарство Туреччини — галузь турецької економіки. Забезпечує дохід у 62,7 $ млрд і зайнятість у 6,1 мільйона чоловік (2011). Сільським господарством займаються переважно у південних областях Туреччини — Анталії, Мерсіни, Хатайї, Мугли, Газіантепа.

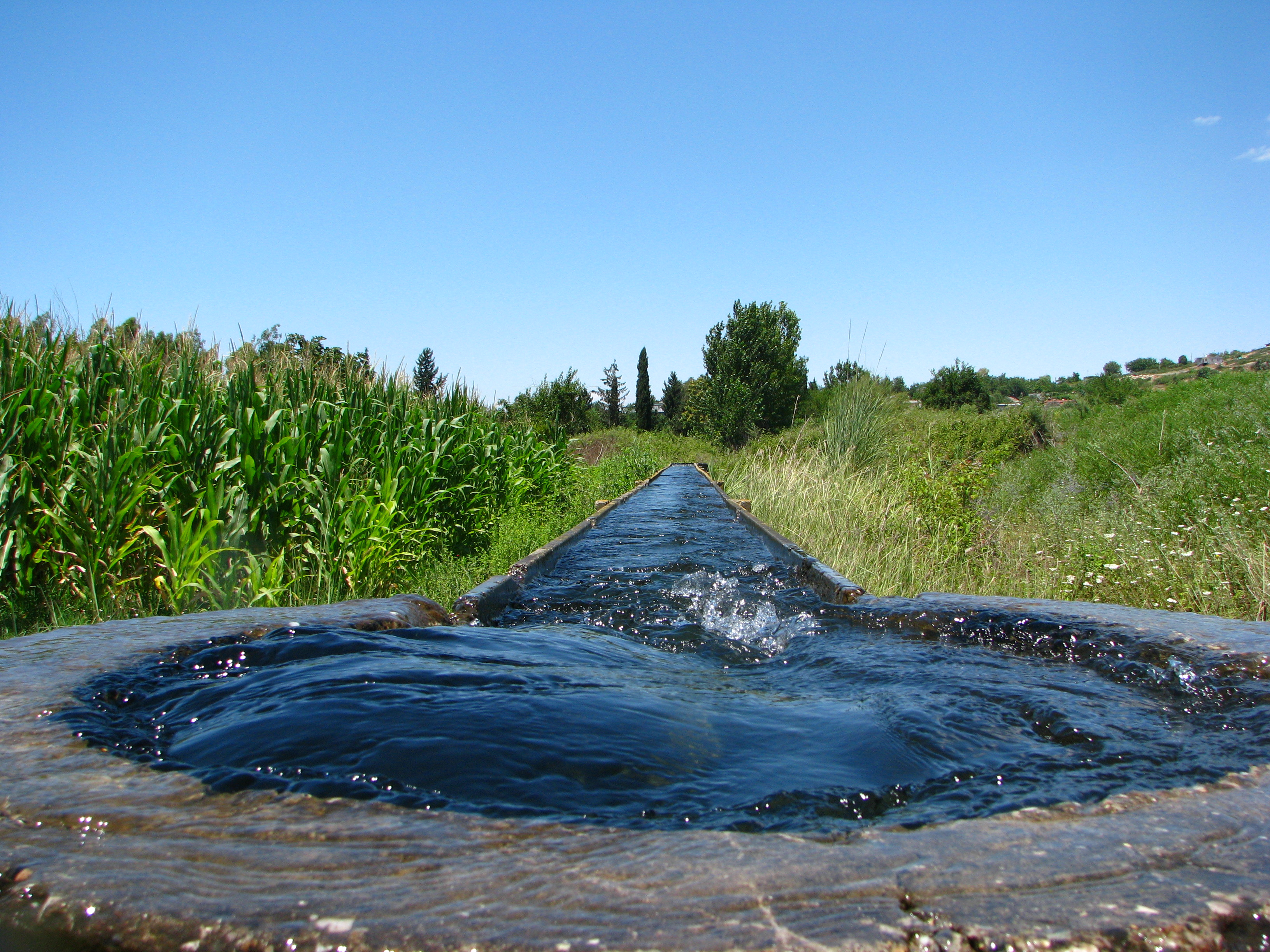
Іригаційне господарство Туреччини

У прибережних районах Туреччини населення займається рибальством. В Ізмірському, Бурському, Кайсерійському районах поширене бджільництво. До першої світової війни Туреччина була основним постачальником шовку на світовому ринку.
Продукція сільського господарства постачається у країни Європи, у Росію, в Україну, в Ірак, в арабські країни. У 2015 році, після того, як турецькі війська збили російський військовий літак, у РФ була введена заборона на ввезення турецької сільськогосподарської продукції, включаючи: баклажани, гранати, апельсини, мандарини, тушки і субпродукти домашніх курей та індиків, ріпчаста цибуля і цибуля шалот, кольорова капуста, броколі, огірки та корнішони, виноград, яблука, груші, абрикоси, персики, включаючи нектарини, сливи та терен, суницю та інше.

## Рельєф і кліматичні умови
У Туреччині близько 26,3 млн га території використовується для сільського господарства. Висотний рельєф — 55,9 % території Туреччини і має висоту 1000 метрів, переважає середземноморський клімат, який дозволяє вирощувати теплолюбні рослини: цитрусові, оливки, горіхи, чай, тютюн, бавовну і кукурудзу.
У Туреччині переважають гірські, малопотужні і малородючі ґрунти, тому вони, в основному, використовуються як пасовища. На прибережних рівнинах, у річкових долинах зустрічаються родючі алювіальні і червоні ґрунти.

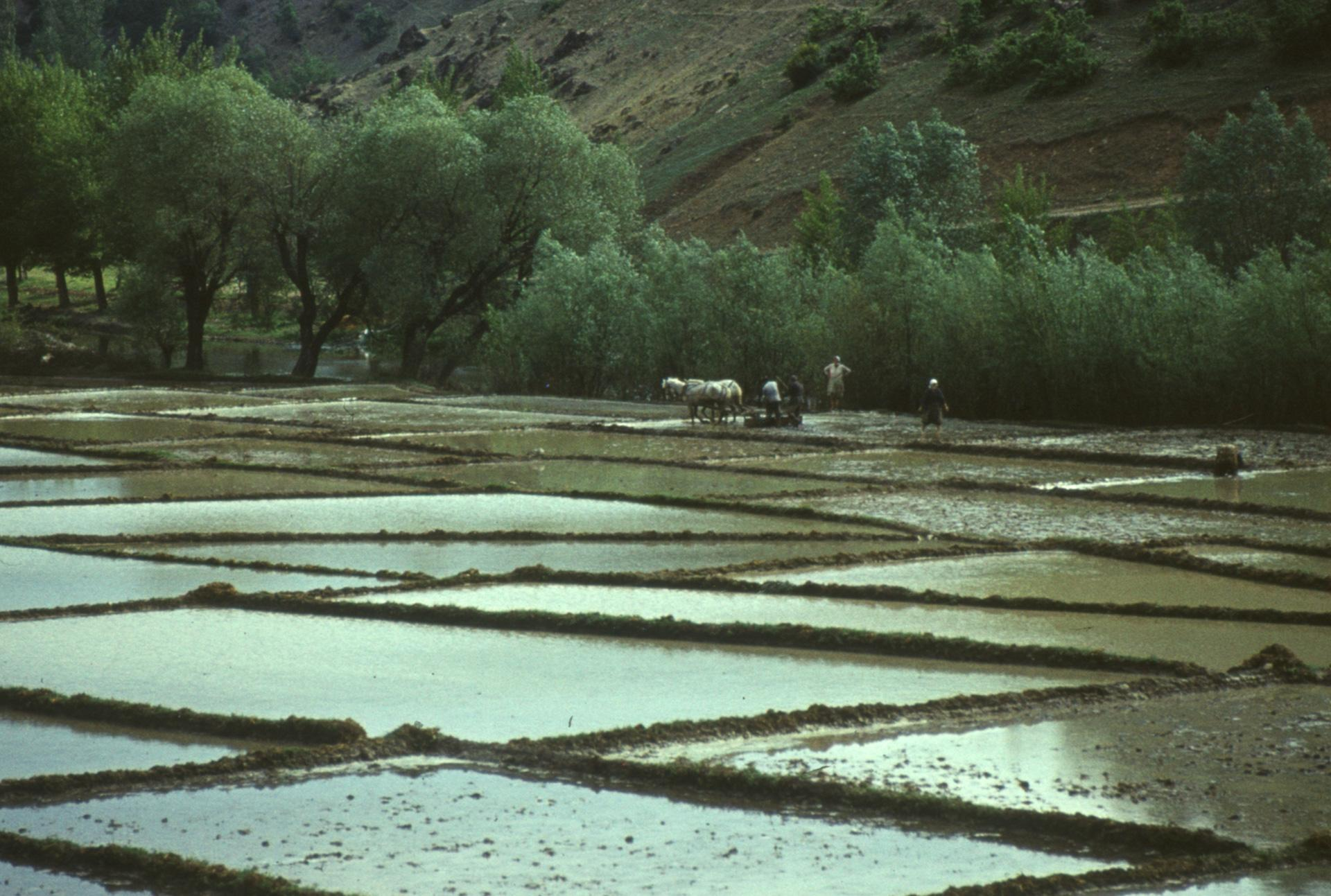
Турецькі рисові поля

## Рослинництво
У Туреччині в основному займаються рослинництвом (приблизно 58 %). Частка тваринницької продукції становить близько 30 %, на продукцію з виробництва льону — 6 % і рибальство — 1 %. Близько 85 % продукції сільського господарства по садінню у Туреччині припадає на зернові культури. Пшеницею засівають площу близько 9 млн га. У західній частині країни розташована зрошувана рілля. 10 % по садінню займають фрукти, 7,6 % займають олійні культури, 2,5 % — бавовник.
Близько 90 % пшениці країною споживається у вигляді хліба, 1 % — пшеничної каші («булгур») і 2 % — у вигляді макаронних виробів.
У Туреччині переважає трипілля і двопілля. Парові землі використовуються для пасовищ .

## Тваринництво
За даними на 1994 рік, у Туреччині налічувалося 36 млн голів овець, великої рогатої худоби — близько 12 млн голів, кіз — 10 млн голів. Велика рогата худоба утримувалася заради молока, м'яса і шкур, вівці — для виробництва вовни для килимарства і м'яса, кози — для виробництва вовни і молока.

## Статистика
| Основна інформація                     | Туреччина (2002) | Сільське господарство (2002) | Частка сільського господарства (у %) (2002) | Туреччина (2011) | Сільське господарство (2011) | Частка сільського господарства (в%) (2011) |
| -------------------------------------- | ---------------- | ---------------------------- | ------------------------------------------- | ---------------- | ---------------------------- | ------------------------------------------ |
| Населення (у мільйонах чол.)           | 69,3             | 23,7                         | 34,2                                        | 74,7             | 17,3                         | 23,2                                       |
| Зайнятість (у мільйонах чол.)          | 21,3             | 7,4                          | 34,9                                        | 24,1             | 6,1                          | 25,5                                       |
| Національний дохід (млрд. доларів США) | 230,5            | 23,7                         | 10,3                                        | 772,3            | 62,7                         | 8,1                                        |
| Дохід на душу населення ($)            | 3492             | 1064                         | 28,6                                        | 10444            | 3653                         | 35,0                                       |
| Експорт (млрд. доларів США)            | 36,0             | 4,0                          | 11,2                                        | 134,9            | 15,3                         | 11,3                                       |
| Імпорт (млрд. доларів США)             | 51,5             | 3,9                          | 7,7                                         | 240,8            | 17,6                         | 7,3                                        |